# Роуз, Руби (певица)
Руби Роуз Бентон (англ. Rubi Rose Benton; род. 2 октября 1997 года, Лексингтон, США) — американская рэперша, певица, модель и автор песен.

## Ранняя жизнь
Руби Роуз родилась и выросла в Лексингтоне, штат Кентукки, в семье эритрейской матери и американского отца. Её бабушка по отцовской линии имеет японское происхождение, а отец — представитель смешанной расы. Один год она жила в Женеве, Швейцария. Роуз переехала в Атланту, штат Джорджия, когда она была в младшем классе средней школы. Руби изучала политику в Университете штата Джорджия.

## Карьера
Сначала Роуз прославилась благодаря участию в клипе хип-хоп трио Migos на сингл «Bad and Boujee». Примерно в это же время она начала регулярно появляться на стримах Twitch DJ Akademiks. Роуз начала выпускать свою музыку в 2019 году, она добилась успеха, выпустив сингл «Big Mouth». Руби сыграла эпизодическую роль в видеоклипе американской рэперши Карди Би на её сингл «WAP», который был выпущен 7 августа 2020 года. В 2019 году Роуз подписала контракт с Крисом Тернером (A&R) и музыкальным лейблом LA Reid Hitco Entertainment.
25 декабря 2020 года Руби выпустила дебютный микстейп For the Streets. Он содержит гостевые участия от американского рэпера Фьючера и канадского певца PartyNextDoor.

## Личная жизнь
В 2018 начала встречаться с американским рэпером и моделью Playboi Carti, однако в том же году они расстались.

## Дискография
Микстейпы
- For the Streets (2020)